# Валье-де-Гуанапе
Валье-де-Гуанапе (исп. Valle de Guanape) — город на северо-востоке Венесуэлы, на территории штата Ансоатеги. Является административным центром муниципалитета Франсиско-дель-Кармен-Карвахаль.

## Географическое положение
Валье-де-Гуанапе расположен в северо-западной части штата, преимущественно на правом берегу реки Гуанапе (приток реки Унаре), на расстоянии приблизительно 107 километров к западу-юго-западу (WSW) от Барселоны, административного центра штата. Абсолютная высота — 294 метра над уровнем моря.

## Климат
Климат города характеризуется как тропический, с сухой зимой и дождливым летом (Aw в классификации климатов Кёппена). Среднегодовое количество атмосферных осадков — 1000 мм. Средняя годовая температура составляет 25,4 °C.

## Население
По данным Национального института статистики Венесуэлы, численность населения города в 2013 году составляла 12 506 человек.

## Транспорт
Через город проходит национальная автомагистраль № 11 (исп. Troncal 11).